# Anthropodyptes gilli
Anthropodyptes gilli — викопний вид пінгвінів, що існував у ранньому міоцені (21—17 млн років тому). Описаний з решток плечової кістки, що знайдена у відкладеннях геологічної формації Геллібранд Марл в Австралії. Кістка дещо схожа на аналогічну в представників новозеландського роду Archaeospheniscus, і тому цей рід, як і вони, може належати до підродини Palaeeudyptinae.